# Автокатастрофа на гонке в Ле-Мане (1955)
Автокатастрофа на гонке в Ле-Мане произошла 11 июня 1955 года на исходе второго часа гонки «24 часа Ле-Мана». Mercedes-Benz 300 SLR гонщика Пьера Левега после столкновения вылетел с трассы на скорости около 200 км/ч, обломки его попали в зрителей и загорелись. В катастрофе погибло 83 человека, включая самого Левега, 120 получили ранения. Это крупнейшая катастрофа в истории автоспорта.

## Предпосылки
В 1955 году сорокадевятилетний Пьер Левег был нанят компанией Mercedes-Benz на должность заводского водителя. Выбор Mercedes был частично продиктован решимостью, которую Левег проявил в гонках 1952 года, когда управлял машиной 23 часа подряд, хотя у его команды был подменный водитель. Левег тогда не сумел победить лишь из-за того, что от усталости упустил момент переключения передачи, в результате чего за 45 минут до конца гонки у его автомобиля отказал шатун.
Mercedes-Benz впервые выставил свой новый спорткар 300 SLR в Мировом чемпионате по автогонкам 1955 года и добился с ним значительных успехов, среди которых можно отметить победу на гонках Милле Милья. Каркас 300 SLR был изготовлен из «Электрона» — сверхлегкого сплава магния плотностью 1,8 г/см³ (для сравнения, плотность алюминия — 2,7 г/см³ , а стали — 7,8 г/см³). Новый материал уменьшил массу автомобиля, и тем самым улучшил его динамические характеристики. Однако вместо более эффективных и передовых дисковых тормозов, которые присутствовали в машине конкурента — Jaguar D-Type, — на него установили традиционные барабанные тормоза. Высокая мощность автомобиля вынудила инженеров Mercedes установить позади водителя огромный аэродинамический тормоз, который при поднятии увеличивал сопротивление и достаточно быстро снижал скорость машины.
Трасса Ле-Ман, по большей части, оставалась неизменной со времени учреждения гонок в 1923 году, когда максимальные скорости автомобилей не превышали 100 км/ч. С тех пор она была лишь укорочена в двух местах. В 1955 году максимальные скорости составляли 300 и более км/ч. В машинах отсутствовали ремни безопасности, так как водители считали, что при столкновении лучше вылететь из машины, чем оказаться заблокированным в горящих обломках.

## Гонка
Гонка «24 часа Ле-Мана» 1955 года началась 11 июня. Пьер Левег управлял автомобилем Mercedes-Benz 300 SLR под номером 20. Сменщиком Левега был американец Джон Фитч. Команды Mercedes, Jaguar, Ferrari, Aston Martin и Maserati почти не отставали друг от друга: с самого начала все участники боролись за призовые места. Гонка шла на очень высоких скоростях, время круга постоянно улучшалось.

## Столкновение
В конце 35-го круга Левег шёл следом за лидером Майком Хоторном, управлявшим Jaguar D-Type. Оба как раз выезжали на прямой стартовый участок, где находился пит-лейн. Хоторн, обогнав более медленный Austin-Healey 100 Ланса Маклина, с запозданием заметил сигнал захода на пит-стоп для дозаправки. Хоторн, пытаясь остановиться, чтобы не уйти на следующий круг, неожиданно замедлил скорость. Jaguar Хоторна, на котором стояли новые дисковые тормоза, тормозил гораздо быстрее, чем другие машины, такие как Mercedes Левега, на которых стояли барабанные тормоза. Неожиданное торможение Хоторна вынудило Маклина нажать на тормоз, подняв перед следовавшим за ним Левегом облако пыли. После этого Маклин пересек середину трассы, пытаясь обойти тормозивший Jaguar, который, казалось, потерял управление. Маклин не заметил, как сзади на большой скорости приближались Левег и Хуан-Мануэль Фанхио, который управлял ещё одним Mercedes-Benz 300 SLR. Фанхио в тот момент шёл на втором месте, но был прямо позади и пытался обогнать Левега.
У Левега, ехавшего впереди Фанхио, не хватило времени, чтобы среагировать: приближаясь на огромной скорости (примерно 240 км/ч) к тормозящей машине Маклина, болид Левега задел её левую заднюю часть. Когда Левег врезался в заднюю сторону Austin-Healey 100, Мерседес оторвался от земли и полетел на левую сторону трассы, где она приземлился на вершину земляной насыпи, которая отделяла зрителей от трассы.
Автомобиль Левега врезался в насыпь под таким углом и на такой скорости, что он начал крутиться. В результате этого некоторые части машины, повреждённые и ослабленные столкновением, отлетели от автомобиля на огромной скорости, в том числе капот и передний мост, которые полетели в толпу зрителей. Капот отсекал головы, словно нож гильотины. Поскольку передняя часть шасси, и крепления двигателя были разрушены, тяжёлый двигатель также отделился и полетел в толпу. Зрители, забравшиеся выше, чтобы получить более выгодный обзор трассы, оказались прямо на пути смертоносных обломков. Сам Левег вылетел из опрокидывающейся машины и при приземлении получил смертельную травму головы.
Когда остатки 300 SLR остановились, топливный бак, установленный сзади, разорвался. Возникшее возгорание топлива разогрело каркас автомобиля выше температуры возгорания, которая у «Электрона», ввиду более высокого содержания магния, ниже, чем у других магниевых сплавов. Автомобиль загорелся белым пламенем, и от него на трассу и в зрителей начали отлетать горящие фрагменты. Пожарные полили обломки водой, тем самым усилив горение, и в результате машина догорала несколько часов. По официальным данным, от обломков и пожара погибло 84 человека (83 зрителя и Левег), 120 было ранено. По предположению других наблюдателей, число жертв было большим.
Фанхио, следовавший за Левегом, кое-как избежал столкновения с сильно повреждённым Austin-Healey, который двигался в правую часть трассы, пересекая ему дорогу. Austin-Healey Маклина врезался в пит-уолл и отлетел влево, тем самым снова вернувшись на трассу, и врезался в заграждение недалеко от того места, где горел 300 SLR, убив ещё одного зрителя. Сам Маклин выжил, не получив серьёзных ранений.

## Последствия

### Итоги гонки
Гонка не была остановлена, по официальной версии, для того, чтобы расходящиеся зрители не заполнили дороги и тем самым не помешали бы машинам скорой помощи. В полночь, по просьбе Джона Фитча, было созвано экстренное заседание правления Daimler-Benz. Помня о том, насколько чувствительной была тема участия немецких автомобилей во французских гонках спустя всего десять лет после окончания Второй мировой войны, правление в знак уважения к жертвам аварии решило сняться с соревнований. Через восемь часов после аварии команда Мерседес, лидировавшая в гонке (опережая Ягуар на два круга), отозвала машины Хуана Мануэля Фанхио/Стирлинга Мосса и Карла Клинга/Андре Симона. Мерседес предложил Ягуару сделать то же самое, но те отказались.
Майк Хоторн и команда Ягуар под руководством Лофти Ингленда продолжили гонку. Хоторн и его напарник Буэб выиграли соревнование.

### После гонки
На следующий день, 12 июня 1955 года, в соборе города Ле-Ман состоялись похороны погибших.
Французские газеты напечатали фотографии Хоторна и Буэба, на которых они праздновали победу шампанским, и подвергли гонщиков критике.
Официальное расследование аварии установило, что водитель Jaguar был невиновен, и что это была трагическая случайность. Причиной гибели зрителей назвали недостаточные стандарты безопасности трасс. Это привело к тому, что улучшения безопасности трасс во Франции, Испании, Швейцарии, Германии и других странах был введён запрет на проведение автогонок. В США Американская автомобильная ассоциация (ААА) распустила свой Соревновательный совет (Contest Board), который с 1904 года являлся главным органом, регулирующим автоспорт в Америке (включая Индианаполис 500). В Швейцарии под полный запрет попали некоторые виды мотоспорта, такие как скоростной подъём. Швейцарские промоутеры были вынуждены проводить кольцевые соревнования за рубежом, в том числе и во Франции, Италии, Германии. В 2003 году Швейцарский парламент начал долгие дебаты на тему того, нужно ли снимать данный запрет. Обсуждение в основном шло вокруг проблем управления движением и вопросов, затрагивающих окружающую среду, а не вокруг вопросов безопасности. 10 июня 2009 года Совет кантонов (одна из палат парламента) отклонил предложение о снятии запрета во второй и последний раз; тем самым ограничения оставались в силе и только 1 июня 2022 года запрет на проведение кольцевых гонок в Швейцарии был полностью снят.
Оставшиеся два соревнования Мирового чемпионата по автоспорту 1955 года, RAC Tourist Trophy (Британия) и Targa Florio (Италия), состоялись, правда, они прошли только в сентябре и октябре — через несколько месяцев после аварии. Команда Mercedes-Benz выиграла оба этих состязания и завоевала кубок конструкторов того сезона.
Среди других водителей ходили различные мнения касаемо того, кто был главным виновником в произошедшей аварии. Напарник Левега Джон Фитч стал главным сторонником улучшения мер безопасности и начал активную разработку более безопасных дорожных автомобилей и гоночных трасс. Вскоре на самой трассе Ле-Мана главная трибуна и пит-лейн были снесены и возведены заново.
После победы в Targa Florio, последнем значимом состязании сезона 1955 года, производитель Mercedes-Benz заявил, что они отказываются от участия в финансируемом производителями автоспорте, чтобы сконцентрироваться на разработке серийных автомобилей. Корпорация вернулась к кольцевым гонкам только в 1980-х годах. Команда Jaguar тоже была распущена через несколько месяцев — производитель вернулся в автоспорт только через 30 лет. Два водителя — Фанхио и Норман Деуис из Jaguar — больше никогда не участвовали в гонках Ле-Ман.
Маклин считал Хоторна своим другом, но, прочитав его автобиографическую книгу «Challenge Me The Race» в 1958 году, он с горечью обнаружил, что Хоторн снял с себя всю вину за происшествие, не указав, кто же стал виновником аварии. Так как Левег был мёртв, Маклин предположил, что Хоторн подразумевает виновником его (Маклина), и подал в суд на Хоторна за клевету. Дело осталось нерешённым, поскольку Хоторн погиб в аварии в 1959 году.

### Наследие
Автомобиль Маклина Austin-Healey 100, перед тем, как попасть на аукцион, был продан нескольким частным покупателям. В 1969 году его приобрели за 155 фунтов стерлингов. В декабре 2011 года машину продали на аукционе за 843 тысячи фунтов стерлингов (1 323 915 долларов США). В машине оставался родной двигатель SPL 261-BN; до аукциона стоимость автомобиля оценивалась в 800 тысяч фунтов стерлингов. Указывалось, что его состояние было «бесхозным».
В 2024 году вышел французский документальный фильм «Ле-Ман ’55. Тайная катастрофа» (фр. Le Mans 55) Эммануэля Рейе, у которого в этой аварии погибли два дяди.